# ۴ مرداد
۴ مرداد/اسد - صد و بیست و هشتمین روز سال در گاه‌شماری خورشیدی است. تا پایان سال ۲۳۷ روز (۲۳۸ روز در سال کبیسه) باقی‌است.

## رویدادها
- ۱۲۳۱ - ترور نافرجام ناصرالدین‌شاه
- ۱۳۴۱. ورود محمدرضا پهلوی به کابل(تا ۹مرداد)، به دعوت محمدظاهر شاه، برای میانجی‌گری بین افغانستان و پاکستان.
- ۱۳۴۵ - کشتی یونانی در نزدیکی روستای باغو به گل نشست
- ۱۳۶۶ - سیل ۱۳۶۶ تجریش
- ۱۳۹۵ - سیل ۱۳۹۵ جنوب کرمان، سیستان و بلوچستان
- ۱۳۹۶ - کشف جسد بی‌جان بنیتا
- ۱۴۰۲ - برگزاری دومین جلسه دادگاه الهه محمدی به ریاست ابوالقاسم صلواتی

## زادروزها
- ۱۳۱۲ - پرویز بهرام، دوبلور
- ۱۳۴۷ - یاسمین پهلوی، همسر رضا پهلوی
- ۱۳۷۵ - محمدرضا گرایی، کشتی‌گیر
- ۱۳۶۱ - سیروان خسروی، آهنگساز
- ۱۳۸۰ - آرین غلامی، شطرنج باز

## درگذشت‌ها
- ۱۳۲۳ - رضاشاه، نخستین شاه پهلوی ایران
- ۱۳۵۱ - حسین آقا ملک، بنیان‌گذار کتابخانه و موزه ملی ملک
- ۱۳۶۷. فضل‌الرحمان ملک، پژوهشگر و متفکر پاکستانی (۲۶ جولای ۱۹۸۸).
- ۱۳۷۱ - سید ابوالفضل زنجانی، از اعضای نهضت مقاومت ملی و جبهه ملی
- ۱۳۹۰ - محمدتقی برخوردار، کارآفرین
- ۱۳۹۳ - حسین شب‌زنده‌دار جهرمی، فقیه
- ۱۳۹۷ - فؤاد کریمی، نماینده اهواز در دوره دوم مجلس شورای اسلامی